# Josep Maria Ribot i Giménez

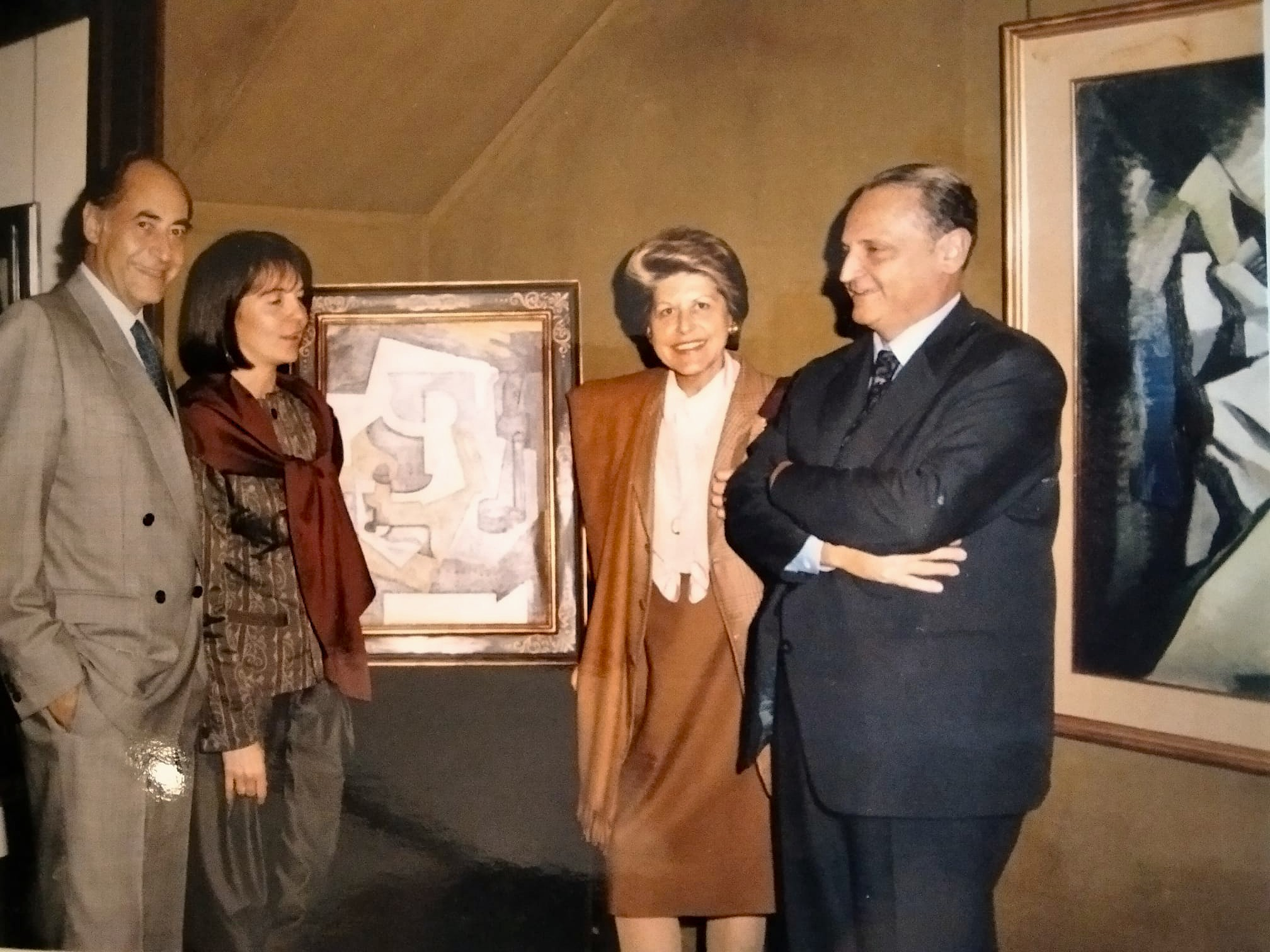
Josep M. Ribot (esquerra) a la Sala Dalmau

Josep Maria Ribot i Giménez (Barcelona, 12 de març de 1930) és un empresari català, broker de primeres matèries, advocat, col·leccionista d'art i bibliòfil.

## Biografia
Va estudiar a l'Institut Tècnic Eulàlia (Barcelona), així com als Jesuïtes de Sant Sebastià i Barcelona (Sarrià). Posteriorment, a la Universitat de Barcelona, va llicenciar-se en Dret l'any 1952.
Va treballar com a broker de commodities (primeres matèries) a l'empresa RIBOT, com a membre del Col·legi d'Agents Comercials de Barcelona. També va pertànyer a l'IASC (International Seed Crusher Association).
Va ser un dels socis fundadors i vocal del Club Comodín, que amb els anys va esdevenir el Cercle d'Economia, i del Grup Nonell, que era una colla de col·leccionistes que es dedicaven a fomentar i ajudar artistes que començaven que no eren coneguts aquí i els ajudaven a organitzar exposicions a diferents galeries de Barcelona.
Reconegut col·leccionista d'art i bibliòfil, forma part de l'Associació de Bibliòfils de Barcelona (nº 24), l'Association International de Bibliophilie (París), de l'associació espanyola de bibliofília “100 Bibliófilos” (nº 9), d'Amigos del Museo del Prado, d'Amics del MNAC i de l'Associació per a l'Estudi del Moble. Va formar part del Patronat del MNAC durant la presidència de Narcís Serra.

## Vida familiar
Casat amb Mercè Uriach i Marsal des de 1961 (Basílica de la Mercè, Barcelona), germana del farmacèutic Joan Uriach i Marsal. Cosí de l'arquitecte Francesc Escudero i Ribot i de la historiadora de l'art Assumpta Escudero i Ribot, així com del pintor Rafael Durancamps i Folguera i de l'historiador de l'art Joan Ainaud de Lasarte.